# Ambassade de Guinée aux États-Unis
L'ambassade de Guinée aux États-Unis est la représentation diplomatique de la République de Guinée auprès des États-Unis d'Amérique. Elle est située à Washington D.C., la capitale du pays, et son ambassadrice est Sidibé Fatoumata Kaba.

## Les ambassadeurs
| N° | Nom et prénoms        | titre de fonction   | Début            | Fin              |
| -- | --------------------- | ------------------- | ---------------- | ---------------- |
| 01 | Seydou Conté          | ambassadeur         | 1961             | 1967             |
| 02 | Dr Kerfalla Yansane   | ambassadeur         | 2017             | 3 février 2022   |
| 03 | Oumou Hann            | Chargé des affaires | 9 février 2022   | 15 décembre 2022 |
| 04 | Sidibé Fatoumata Kaba | Ambassadeur         | 15 décembre 2022 | En cours         |